# Juan Arias
Pour les articles homonymes, voir Arias.
Juan Arias, de son nom complet Juan Bautista Arias Palacio, est un enseignant et homme politique vénézuélien né à Valle de la Pascua (État de Guárico) en 1962. Il est l'actuel ministre des Industries de base, stratégiques et socialistes depuis le 11 avril 2016 et brièvement ministre des Industries et de la Production nationale entre avril et mai 2022.